# Maximilian Hirning

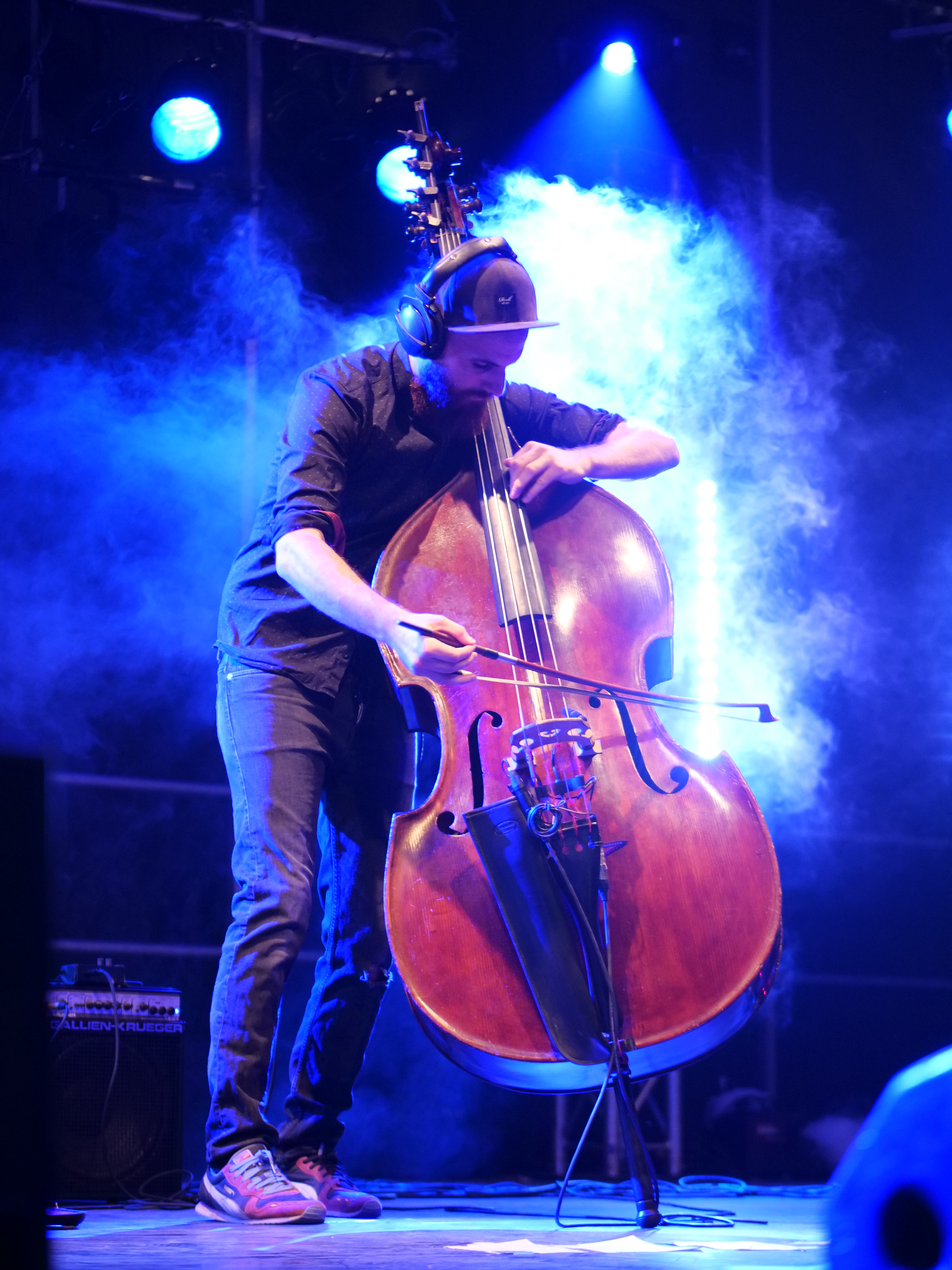
Maximilian Hirning mit LBT auf der Sommerbühne Detmold 2018

Maximilian Hirning (* 1989) ist ein deutscher Kontrabassist und Komponist, der sowohl im Bereich des Jazz als auch der Neuen Musik tätig ist.

## Wirken
Hirning studierte zunächst klassischen Kontrabass an der Hochschule für Musik und Theater Rostock. Dann nahm er ein Studium im
Fach Jazz-Kontrabass bei Henning Sieverts an der Hochschule für Musik und Theater München auf.
Seit 2012 gehört er dem Ensemble Neophon an, mit dem er Neue Musik interpretiert. Zudem arbeitet er als freischaffender Bassist und Komponist in den Bereichen Creative Jazz und analoge Techno-Musik. Er komponiert für Bands wie die Jazzrausch Bigband, mit der er auch mit Fiva aufgetreten ist.
Derzeit ist LBT, das Leo Betzl Trio, sein musikalisches Hauptprojekt, für das er das Technoprogramm Way Up in the Blue komponierte, das 2018 auf Enja erschien. Zudem gehörte er den Bands von Johannes Meissner, Vincent Eberle und Matthias Lindermayr an, mit denen er auch auf Alben dokumentiert ist. Mit Raphael Hubers Septett Grapha spielte er 2020 das Album Böslecker ein.
Weiterhin ist er als Komponist und Performer an Theaterprojekten wie Apocalypse (not Now) metamorphosen und Bär*in von Franziska Angerer, The Shell & the Shelter von Gineke Pranger und an den Tanzperformances Empathy, Toni Is Lonely everything blue und im Film Is Susan lonely? von Jasmine Ellis beteiligt.
Im Januar 2025 veröffentlichte er mit der von Claudia Röhrle gegründeten Punkband Sexschweiss das Album Gestank bei Schaufel und Besen Records.

## Preise und Auszeichnungen
Mit LBT gewann er 2016 den Hansjörg-Henzler-Jazzpreis der Landesarbeitsgemeinschaft Jazz, welchen er 2017 auch mit dem Vincent Eberle Quintett erhielt. Im Folgejahr gewann er mit dieser Band den Neuen Deutschen Jazzpreis; Hirning wurde zusätzlich mit dem Solistenpreis des Neuen Deutschen Jazzpreises ausgezeichnet.
Mit LBT und dessen von ihm komponierten Technoprogramm gewann er 2018 das Finale des BMW Welt Jazz Award, 2019 den Nachwuchs-Jazzpreis der Jazzwoche Burghausen.

## Diskographische Hinweise
- LBT: Abstrakt (Enja 2023)[18]
- LBT: Stereo (Enja 2020)[19]
- Jazzrausch Bigband: Dancing Wittgenstein (ACT 2019)
- LBT: Way Up in the Blue (Enja 2018)
- LBT: Levitation (Solid Pack Records 2016)
- Fiva x JRBB: Keine Angst vor Legenden (Kopfhörer Recordings 2016)[20]
- Verworner Krause Kammerorchester (VKKO): Basic Soul Encoder (Neuklang 2016)[21]